# فيرونيكا روث
فيرونيكا روث (بالإنجليزية: Veronica Roth)‏ مواليد (19 أغسطس 1988) هي روائية وكاتبة قصص قصيرة أمريكية عرفت بثلاثية المتباينة المكونة من «الجامحة», «المتمردة», و «الوفية», و «أربعة: مجموعة الجامحة».

## الحياة الشخصية
ولدت فيرونيكا روث في 19 أغسطس 1988 , من أصل ألماني وبولندي، في مدينة نيويورك، ونشأت أولا في بارينغتون (إلينوي). أمها، باربارا روس، رسامة مقيمة ببارينغتون (إلينوي). هي الصغرى من ثلاثة أبناء. انفصل والداها عندما كان عمرها خمس سنوات، وقد تزوجت أمها منذ ذلك الحين بفرانك روس، مستشار مالي لشركات مناظر طبيعية. .

## وصلات خارجية
- فيرونيكا روث على موقع IMDb (الإنجليزية)
- فيرونيكا روث على موقع الموسوعة البريطانية (الإنجليزية)
- فيرونيكا روث على موقع قاعدة بيانات الفيلم (الإنجليزية)

- فيرونيكا روث  على قاعدة بيانات الخيال التأملي على الإنترنت

1. ↑  "Results for Favorite Book of 2011". Goodreads.com. مؤرشف من الأصل في 2013-07-27.